# Ove Bennike
Ove Bennike (født 6. april 1898 på Frederiksberg, død 3. januar 1976) var en dansk officer og modstandsmand, bror til Helge, Holger og Vagn Bennike.
Han var søn af oberstløjtnant H.F. Bennike (død 1920) og hustru Estrid f. Høgsbro (død 1944), blev student 1915, premierløjtnant 1919, gjorde tjeneste i den franske hær 1921-22 og gennemførte Hærens Officersskoles generalstabskursus 1924-26. Bennike var dernæst ansat ved Generalstaben 1927-33, blev kaptajn ved 2. regiment 1933, var atter ved Generalstaben fra 1938 og kom via Den lille Generalstab til Den Danske Brigade, hvor han indgik i brigadestaben 1944-45.
Efter krigen blev han oberstløjtnant og chef for 3. bataljon 1945, chef for I bataljon af 2. regiment 1951, oberst af reserven og stedfortrædende regionschef ved region III 1952. Han var Kommandør af Dannebrog, Dannebrogsmand og bar en række udenlandske ordener.